# Eupelmus nelsonensis
Eupelmus nelsonensis är en stekelart som beskrevs av Girault 1915. Eupelmus nelsonensis ingår i släktet Eupelmus och familjen hoppglanssteklar. Inga underarter finns listade i Catalogue of Life.